# うたの木 seasons “夏”
『うたの木 seasons “夏”』（うたのき シーズンズ なつ）は2005年5月25日にリリースされた渡辺美里の4枚目のカバー・アルバム。

## 解説
『うたの木 seasons “冬”』『うたの木 seasons “春”』に続く、春夏秋冬に因んだ楽曲を収録したシリーズ「うたの木 seasons」第三弾としてリリースされた。夏に因んだ曲、セルフカバー曲が収録されている。

## 収録曲
1. 夏が来た!
  - 作詞：渡辺美里、作曲：大江千里、編曲：三沢またろう
  - 1991年にリリースされたシングルのセルフカバー
2. メドレー（茶摘み/夏は来ぬ/たなばたさま/我は海の子）
  - 編曲：大井洋輔
  - （茶摘み： 文部省唱歌）
  - （夏は来ぬ： 作詞：佐々木信綱、作曲：小山作之助）
  - （たなばたさま： 作詞：権藤はなよ、補詞：林柳波、作曲：下総皖一）
  - （我は海の子： 文部省唱歌）
3. ムーンライト・サーファー
  - 作詞・作曲：中村治雄、編曲：近田潔人
  - 石川セリの楽曲
4. 椰子の実
  - 作詞：島崎藤村、作曲：大中寅二、編曲：中村太知
5. メドレー〜夏のウルトラビキニ大作戦〜（涙の太陽/ビキニスタイルのお嬢さん/渚のシンドバッド）
  - 編曲：奈良部匠平
  - （涙の太陽：安西マリア、田中美奈子らの楽曲、作詞：湯川れい子、作曲：中島安敏）
  - （ビキニスタイルのお嬢さん：ブライアン・ハイランドの楽曲、作詞：POCKRISS, LEE JULIEN、訳詞：漣健児、作曲：VANCE, PAUL）
  - （渚のシンドバッド：ピンク・レディーの楽曲、作詞：阿久悠、作曲：都倉俊一）